# Pimpla stangei
Pimpla stangei là một loài tò vò trong họ Ichneumonidae.